# قطعنامه ۹۳۶ شورای امنیت
قطعنامه ۹۳۶ شورای امنیت سازمان ملل متحد که در تاریخ ۰۸ ژوئیه ۱۹۹۴ تصویب شد، سندی بین‌المللی دربارهٔ یوگسلاوی سابق است. این قطعنامه طی نشست ۳۴۰۱ام با ۱۵ رای موافق، ۰ مخالف و ۰ ممتنع تصویب شد.